# Röd puckelryggig skoläst
Röd puckelryggig skoläst (Coryphaenoides mediterraneus) är en djuphavsfisk i familjen skolästfiskar.  

## Utseende
Den röda puckelryggiga skolästen är en långsmal fisk med en typisk bakkropp som smalnar av till en trådlik stjärt. Ryggen alldeles under ryggfenan är hög och bildar en puckel, därav namnet. Fisken är mycket lik puckelryggig skoläst men den är tecknad annorlunda: Rödaktig med nästan svart buk. Den är också mycket större än den puckelryggiga skolästen, och kan bli upp till 73 cm lång.

## Vanor
Arten är en djuphavsfisk som lever nära bottnen på ett djup mellan 1 000 och 3 000 m. Vissa källor anger dock drygt 4 200 m som största djup. Födan består av små bottendjur.

## Utbredning
I nordöstra Atlanten finns den röda puckelryggiga skolästen från västra Skottland till Azorerna. Den går även in i västra Medelhavet. I västra Atlanten förekommer den i Mexikanska golfen.